# SAGA GIS
Sistema de Análises Geocientíficas Automatizado (SAGA GIS) é um software sobre sistema de informação geográfica ou geographic information system (GIS), em inglês, usado para editar dados espaciais, é livre e de código aberto, originalmente desenvolvido por uma equipe pequena no departamento de geografia física da Universidade de Göttingen na Alemanha, está sendo mantida ultimamente e estendida por uma comunidade de desenvolvedores internacionais.
SAGA GIS destina-se a dar aos cientistas uma plataforma eficaz e facilmente aprendida para implementar métodos geocientíficos. Isto é conseguido através da interface de programação de aplicações (API), tem um conjunto de expansão rápida dos métodos geocientíficos, agrupados em bibliotecas de módulo intercambiável.
Os módulos padrões são:
Acesso aos arquivos: interfaces para várias tabelas, vetores, imagens e grades de varios formatos de arquivo, incluindo shapefiles, Esri grids (ASCII e binários) e muitos formatos de arquivo de rede com suporte da biblioteca por abstração de dados geoespaciais (GDAL), juntamente com o formato nativo de SGRD da SAGA GIS.
- Grade de filtros: gaussianos, laplacianos e multidirecionais.

- Gradeamento: interpolação de dados de vetor usando triangulação, mais próximo, inversa da distância.

- Geoestatística: análise residual, krigagem ordinária e universal, análise de regressão múltipla e simples, análise de variância.

- Calculadora de grade: combinar redes através de funções definidas pelo usuário.

- Discretização de grade: esqueletização, segmentação.

- Ferramentas de rede: mesclagem, reamostragem, preenchimento de lacuna.

- Classificação de imagem: análise de agrupamento, classificação de caixa, máxima verossimilhança, reconhecimento de padrões, região de altitudes.

- Projeções: Transformações de coordenadas variadas para vetores e grades de informações (usando o Proj4 e bibliotecas Geo Trans).

- Simulação de processos dinâmicos: distribuições de nitrogênio, erosões e desenvolvimento de paisagens.

- Analise de terraplenagem: cálculos geomorfométricos com inclinações, aspectos, curvaturas, classificação de curvatura, sombreamento analítico de terreno, análise do caminho de fluxo, delimitação de bacias hidrográficas, radiação solar, linhas de canal, altitudes relativas.

- Ferramentas de vetor: intersecção de polígono, linhas de contorno da grade.

SAGA GIS é uma ferramenta eficaz com interface gráfica amigável (GUI) que exige apenas cerca de 10 MB de espaço no disco rígido. Nenhuma instalação necessária.
Atualmente encontra-se disponível para Windows, Linux e FreeBSD.
SAGA GIS pode ser usado em conjunto com outro software de GIS como Kosmo para obter dados de vetor melhores e produzir recursos de mapa. Módulos SAGA GIS pode ser executado de dentro do software de análise de dados estatísticos R integrar estatísticas e análises de GIS.

## Referencias bibliográficas
- Böhner, J., McCloy, K.R., Strobl, J. [eds.] (2006): SAGA - Analysis and Modelling Applications. Göttinger Geographische Abhandlungen, Vol.115, 130pp.
- Böhner, J., Blaschke, T., Montanarella, L. [eds.] (2008): SAGA - Seconds Out. Hamburger Beiträge zur Physischen Geographie und Landschaftsökologie, Vol.19, 113pp.

## Ligações Externas
- SAGA GIS sourceforge
- SAGA GIS FreeBSD installation